# Georges Castellana
Pour les articles homonymes, voir Castellana.
Le chanoine Georges (Jules Marius) Castellana, né le 4 août 1898 à Nice et mort le 10 janvier 1964 à Nice, est un ecclésiastique et lexicographe français.

## Biographie
En poste dans le Vieux-Nice, Castellana était à même de confesser ses ouailles aussi bien en niçois qu'en français. Il fut aumônier des Pénitents noirs de la chapelle de la Miséricorde, l'une de ces confréries de pénitents laïcs.  
La langue notée est celle de la ville de Nice et non de l'ensemble des parlers du comté de Nice. Pour noter le niçois, les ouvrages utilisent une adaptation de la graphie mistralienne de l'occitan.  
Ses dictionnaires sont précieux car ils indiquent aussi nombre de gentilés (que l'on ne peut qualifier strictement d'autochtones puisqu'il s'agit du gentilé utilisé non pas par les intéressés eux-mêmes mais par les Niçois) qui suivent le toponyme et sont précédés de lu qui est l'article masculin pluriel à Nice, par exemple : 
Menton : Mentoun ; lu Mentounasc.
Il existe une rue Chanoine-Georges-Castellana à Nice.

## Ouvrages
- Dictionnaire français-niçois, Nice, Serre édition (réimpr. 1978), 421 p.
- Dictionnaire niçois-français, Nice, Serre édition, 1952 (réimpr. 1977), 267 p.